# Jacques-Alphonse Mahul
Jacques-Alphonse Mahul, né le 31 juillet 1795 à Carcassonne et mort le 25 août 1871 à Villardonnel, est le fils du marchand drapier Antoine Mahul. Chroniqueur et homme politique français, militant libéral, il est affilié à la charbonnerie, et est emprisonné quelque temps à la prison de La Force, il participe à la rédaction de nombreux journaux libéraux, comme la Revue encyclopédique.

## Biographie

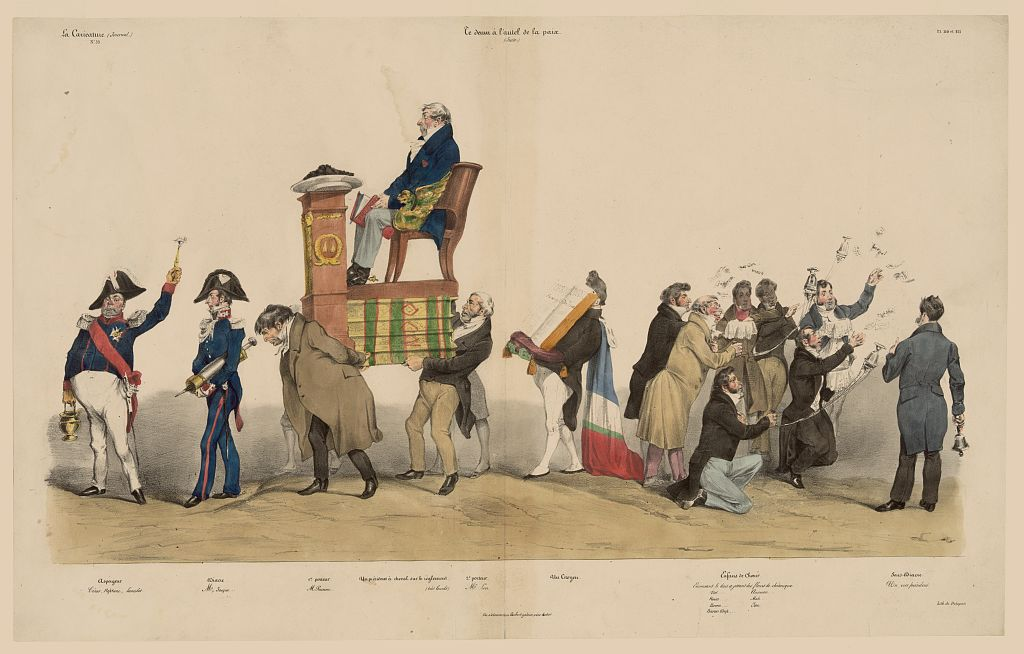
« Te deum à l'autel de la paix »
Dessin de Grandville paru dans La Caricature en novembre 1831.
De gauche à droite : L'aspergeur, le général Georges Mouton ; le diacre, le général Jean-François Jacqueminot ; un président à cheval sur le règlement, Amédée Girod de l'Ain ; 1er porteur, Clément-François-Victor-Gabriel Prunelle ; 2e porteur, Benjamin-François Levrault ; un citoyen, le roi Louis-Philippe Ier, le visage caché par un livre ; les enfants de chœur, Jean Vatout, Auguste Hilarion de Kératry, Alphonse Bérenger de la Drôme, Antoine Gabriel Jars, Alphonse Jacques Mahul, Hippolyte Ganneron ; le sous-diacre.

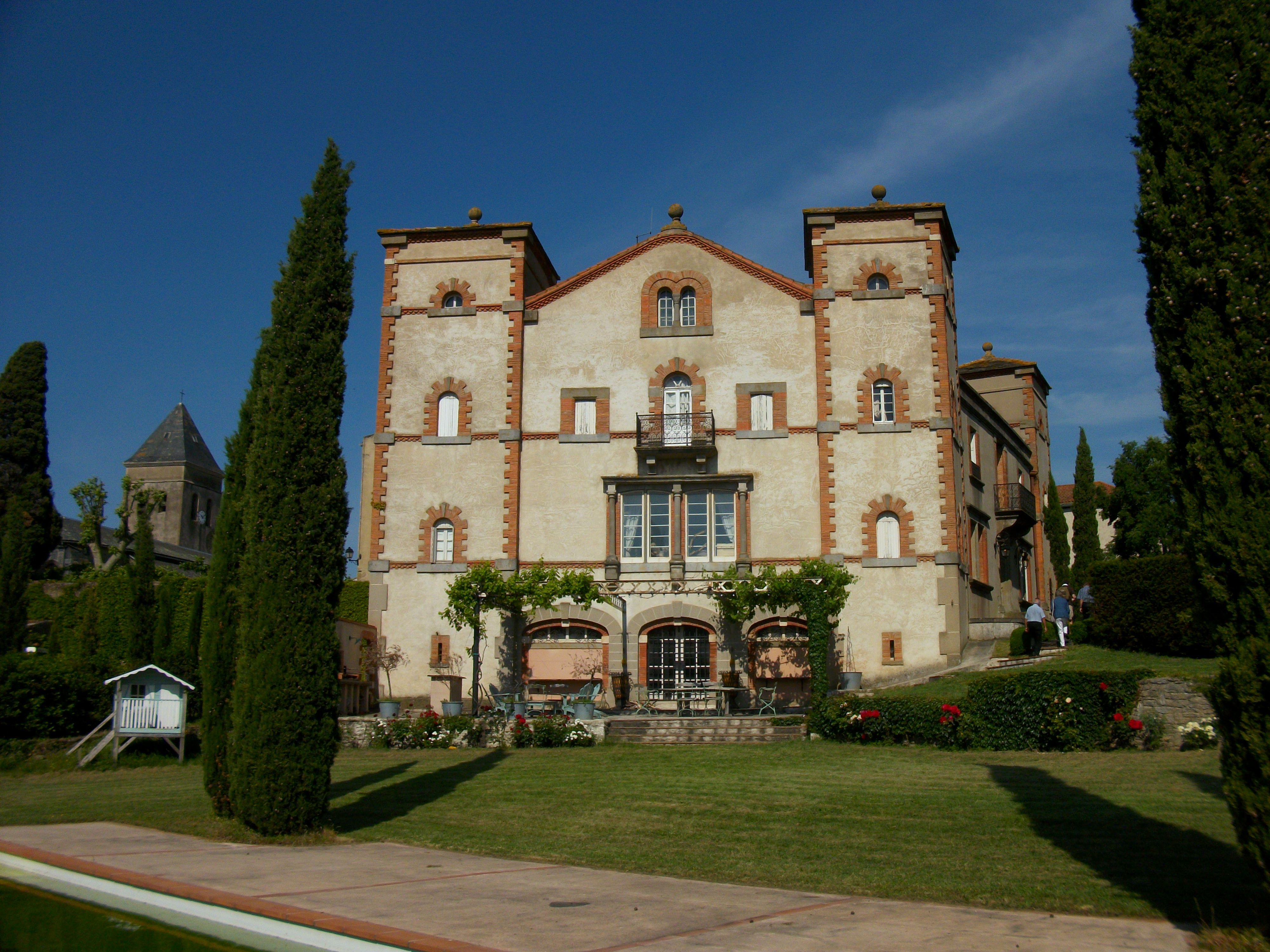
La résidence de Jacques-Alphonse Mahul à Villardonnel.

Jacques-Alphonse Mahul est maître des requêtes au Conseil d'État (1835), préfet de la Haute-Loire (1835-1837), puis de Vaucluse (1837-1840) et de la Haute-Garonne (1841), directeur général de la police (1840). Député de l'Aude de 1831 à 1834 et de 1846 à 1848, siégeant dans la majorité soutenant la monarchie de Juillet,, il détient également le mandat de conseiller général du canton de Mas-Cabardès de 1833 à 1836 et de 1842 à 1848.
Historien, il fut président de l'Académie des arts et des sciences de Carcassonne en 1847.

## Ses œuvres
- Notice sur quelques articles négligés dans tous les dictionnaires historiques, Paris, Mme  Hérissant le Doux, 1818, 34 p. lire en ligne
- Annuaire nécrologique, ou Supplément annuel et continuation de toutes les biographies ou dictionnaires historiques, Paris, Baudouin frères, 5 annuaires de 1821 à 1826. L'on peut lire en ligne la 3e année, 1822, Paris, Ponthieu, 1823 lire en ligne.
- Histoire de la loi des élections et des projets du gouvernement, Paris, Baudouin frères, 1820, in-8o, 55 p.
- Des Partis en France et dans la Chambre des Députés pendant la session de 1822, Paris, Pélicier, 1822, in-8o, 40 p. lire en ligne
- Tactique électorale à l'usage de l'opposition, où sont indiqués et développés tous les moyens légaux de diriger et concentrer les forces de l'opposition dans les collèges électoraux, et faire triompher son candidat, Paris, Brissot-Thivars, 1822, in-8o, 44 p. lire en ligne
- Du Silence considéré comme tactique parlementaire, Paris, impr. de Boucher, 1823, in-8o, 15 p. lire en ligne
- Éclaircissements touchant les motifs et les circonstances de la détention de M. Alphonse Mahul ; suivis d'observations sur les prisons de la Force et de la Conciergerie, Paris, Ponthieu, 1823, in-8o, 118 p. lire en ligne
- Instructions électorales à l'usage des Français constitutionnels, où sont indiqués et développés tous les moyens légaux de diriger et concentrer les forces de l'opposition dans les collèges électoraux, et de faire triompher son candidat, Paris, Ponthieu, 1824, in-8o, 44 p. lire en ligne
- Explications de M. Mahul, ex-préfet de la Haute-Garonne, sur les derniers événements de Toulouse, Paris, F. Didot frères, (s.d.), in-4°, 4 p. lire en ligne
- Cartulaire et archives des communes de l'ancien diocèse et de l'arrondissement administratif de Carcassonne  – villes, villages, églises, abbayes, prieurés, châteaux, seigneuries, fiefs, généalogies, blasons, métairies, lieux bâtis, quartiers ruraux, notes statistiques[7], 8 vol. (avec fig., pl. et cartes ; le 6e volume contient 2 parties en 2 tomes), Paris, Didron et Dumoulin, 1857-1882. lire en ligne

## Distinction
Chevalier de la Légion d'honneur (1839)

## Hommages
Carcassonne et Villardonnel l'honore d'une rue à son nom.